# Divadlo snů
Divadlo snů je dvojalbum Aleše Brichty, které vyšlo v roce 2006. Album obsahuje 29 písní, které během roku 2005 natočili ve studiu Propast Mirek Mach, Petr „Blackie“ Hošek, Jiří Urban mladší, Miloš "Mimi" Knopp, Zdeněk Vlč, Daniel Hafstein, Karel Adam, Petr Roškaňuk a Aleš Brichta. Na podzim roku 2005 vyšel singl Máš šaty bí. Divadlo snů je velmi pestré album, kde se proplétá zvuk Brichtových solovek a inovace v podobě tvrdých písní. Na jaře 2006 kdy album vychází je uvolněn i klip k písni Peklo už čeká.

## Seznam skladeb
CD 1
1. Lovci lebek – 2:53
2. Peklo už čeká – 3:00
3. Horal – 4:55
4. Poslední legionář – 4:02
5. Mesiáš – 2:54
6. Svoboda – 4:16
7. Johanka z parku – 3:18
8. Paraziti – 3:01
9. Divadlo snů – 4:08
10. Mezi proudy – 3:26
11. Nebeský jezdci – 3:37
12. Co chceš víc – 2:57
13. Kdo naslouchá mrtvým – 5:42
14. Smečka – 2:45

CD 2
1. Život s kocovinou – 2:33
2. Já jsem – 3:26
3. Pod čepelí – 2:33
4. Dík za každou šanci – 3:45
5. Zaklínač hadů – 3:35
6. Máš šaty bílý – 3:47
7. Kyselina – 3:08
8. Ročník 59 – 4:35
9. Černá růže – 4:02
10. Realita – 3:32
11. Milion božích jmen – 5:12
12. Stíny – 3:02
13. Kde se život zastavil – 3:33
14. Koho máš rád – 3:04
15. Archanděl – 2:30

## Album bylo nahráno ve složení
- Aleš Brichta – zpěv
- Miloš Knopp – kytary
- Petr Roškaňuk – kytary
- Miroslav Mach – kytary
- Petr „Blackie“ Hošek – kytara, sbory
- Zdeněk Vlč – klávesy, samply
- Karel Adam – baskytara
- Dan Hafstein – bicí

## Hosté
Ota Hereš – kytara (1,11,15)
Rudolf Neumann – kytarové sólo (18,21)
Jiří Vopata – housle, mandolína (3)
Eliška Vlašicová – sbory (3,6,12,13,26)
Nikola Davídková – sbory (3,6,12,13,26)
| Pořadí | Název             | Autor                              | Délka |
| ------ | ----------------- | ---------------------------------- | ----- |
| 1.     | Lovci lebek       | Ota Hereš, Aleš Brichta            | 2:55  |
| 2.     | Peklo už čeká     | Petr Buneš, Aleš Brichta           | 3:02  |
| 3.     | Horal             | Petr „Blackie“ Hošek, Aleš Brichta | 4:55  |
| 4.     | Poslední legionář | Petr "Blackie" Hošek, Aleš Brichta | 4:02  |
| 5.     | Mesiáš            | Jiří Urban ml., Aleš Brichta       | 2:55  |
| 6.     | Svoboda           | Petr Buneš, Aleš Brichta           | 4:07  |
| 7.     | Johanka z parku   | Petr "Blackie" Hošek, Aleš Brichta | 3:18  |
| 8.     | Paraziti          | Jiří Urban ml., Aleš Brichta       | 3:02  |
| 9.     | Divadlo snů       | Pavel Kučera, Aleš Brichta         | 4:08  |
| 10.    | Mezi proudy       | Petr "Blackie" Hošek, Aleš Brichta | 3:30  |
| 11.    | Nebeský jezdci    | Ota Hereš, Aleš Brichta            | 3:37  |
| 12.    | Co chceš víc      | Petr "Blackie" Hošek, Aleš Brichta | 2:57  |